# Douwe Bakker
Douwe Bakker (Nieuwer-Amstel, 8 december 1891 - Amsterdam, 28 mei 1972) was een Nederlandse collaborateur tijdens de Tweede Wereldoorlog. Bakker stond aan het hoofd van Bureau Inlichtingendienst en was later werkzaam voor Bureau Joodsche Zaken. Op 1 maart 1942 werd hij aangesteld als hoofdinspecteur van de Amsterdamse politie. Voor zijn daden werd er na de oorlog de doodstraf geëist, maar Bakker werd veroordeeld tot een levenslange gevangenisstraf.
Tijdens de Tweede Wereldoorlog hield Bakker een dagboek bij dat ruim 3600 pagina's beslaat.

## Levensloop
Bakker werd geboren op 8 december 1891 in Nieuwer-Amstel. Hij was de zoon van Cornelis Bakker en Jetske Stada. Na het afronden van de HBS werd hij werkzaam voor de politie in Amersfoort. In 1918 werd hij benoemd tot inspecteur bij de Centrale Recherche van de politie Amsterdam. Op 3 november 1921 trouwde hij met Agnes Kaufman. Zij kregen twee kinderen. Zijn jongste kind, een zoon, had een handicap.
In 1933 werd Bakker lid van de Nationaal-Socialistische Beweging. Na enkele maanden zegde hij zijn lidmaatschap op, nadat lidmaatschap voor ambtenaren verboden werd door de regering. Nadien werd hij lid van de Nationale Ambtenaren Bond. In 1934 was hij als inspecteur betrokken bij de verhoren omtrent de moord op Sara Beugeltas. Eind jaren dertig groeide zijn afkeer tegen joden en de vereniging Eenheid door Democratie.

### Begin Tweede Wereldoorlog
Doordat Bakker lid was van de NSB werd hij op 12 mei 1940 samen met vier collega's geïnterneerd, maar werd na de capitulatie van Nederland op 14 mei 1940 vrijgelaten. Over de capitulatie schreef hij in zijn dagboek: "De Gestapo is gekomen: er zal recht gedaan worden. [...] Het vonnis over de vervloekte plutocratieën voltrekt zich. Leugen en bedrog, Jodendom en Kapitalisme gaan hun verdiend loon halen. Adolf Hitler het genie zal hen vermorzelen." Over de Anjerdag in juni 1940 schreef hij "Telkens grote opstootjes van zingende en blèrende idioten met witte anjers die gretig door de sjacherende Joden werden verkocht. Het was werkelijk nationaal wat hier vertoond werd – om te kotsen."
Bakker was medio 1940 betrokken bij de oprichting van het Rechtsfront en werd leider van Amsterdamse afdeling. Vanaf september 1940 kreeg de Sicherheitspolizei informeel hulp van Bakker en leverde hij op eigen initiatief Nederlanders over die anti-Duits waren. Hij was op dat moment werkzaam als inspecteur Juridische Dienst aan het bureau aan de Pieter Aertszstraat. In dezelfde periode sloot hij zich opnieuw aan bij de NSB en was regelmatig in het Duitsgezinde café Het Brouwerswapen aan het Rembrandtplein te vinden. Door zijn nazisympathieën raakte hij contact met vrienden en familie kwijt. Zijn dochter was net als hij nationaalsocialistisch gezind en was lid van de Nationale Jeugdstorm. Samen met Bakker bezocht zij regelmatig nazi-propagandafilms.
In maart 1941 werd de burgemeester van Zaandam Joris in 't Veld ontslagen en vervangen voor de nationaalsocialistisch gezinde Cornelis van Ravenswaay. Van Ravenswaay ontsloeg politiecommissaris Cornelis Roscher waarna Bakker werd benaderd om zijn positie in Zaandam over te nemen. Bakker nam deze functie in voorbehoud aan, maar zag later van de functie af.

### Oprichting Bureau Inlichtingendienst

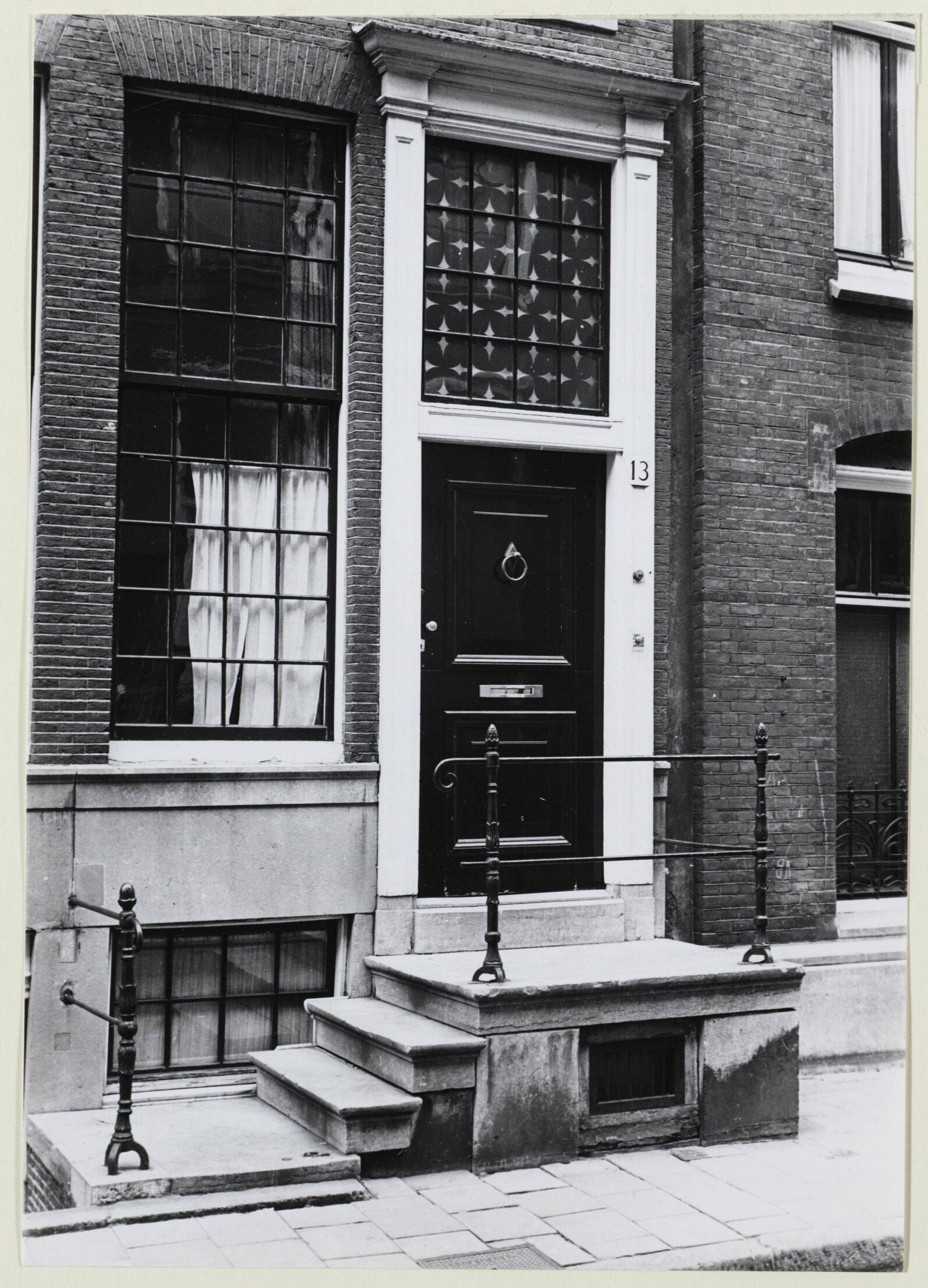
Nieuwe Doelenstraat 13, Amsterdam.

Na de Februaristaking in 1941 werd een politieke recherche opgericht, Bureau Inlichtingendienst, dat gevestigd was aan de Nieuwe Doelenstraat 13 in Amsterdam waar Bakker aan het hoofd van kwam te staan. Op 19 maart 1941 werd hem door SS-Brigadeführer Walter Schröder gevraagd rechercheurs voor de dienst uit te kiezen. Volgens Bakker kon "het spel tegen de lammelingen" vanaf dat moment beginnen. Opdrachten voor het bureau werden verkregen via de Sicherheitsdienst. Doordat de dienst verbonden was aan de SD stond deze niet onder toezicht van de officier van justitie De personeelsleden het Bureau Inlichtingendienst kregen een spreekverbod en moesten de kraagnummers van hun uniform verwijderen om identificatie door het publiek te voorkomen. Daarnaast werden zij verplicht een lezing over Duitse beginselen van politieoptreden bij te wonen en een antisemitische film te bekijken.
De dienst hield zich bezig met het opsporen van saboteurs en verspreiders van illegale bladen. Vanaf eind 1941 hielden zij zich ook bezig met het opsporen van joden die regels overtraden. Door de grote hoeveelheid werk werd het personeelsbestand uitgebreid van drie naar twintig werknemers. Daarnaast werden vrijwilligers van het Rechtsfront ingezet. De rechercheurs kregen de opdracht om op bepaalde plaatsen, zoals op de pont over het IJ en in trams, de bevolking af te luisteren. Tegenstanders van het Duitse regime werden opgepakt en ernstig mishandeld. Dagblad Parool noemde de werknemers van de dienst een "gangsterbende". Jehova's getuigen omschreef Bakker als "tuig dat dringend noodig dient te worden uitgeroeid". Op het bericht dat een arrestant die door Bakker aan de Sicherheitspolizei was overgedragen ter dood veroordeeld was, reageerde hij verheugd. Op 1 maart 1942 werd hij aangesteld als hoofdinspecteur van de Amsterdamse politie. In het voorjaar van dat jaar werd de bevolking door de regering in ballingschap via Radio Oranje gewaarschuwd tegen Bakker. Bakker noemde de regering "Mien en haar aanhang" en omschreef hen als "laffe ploertjes".

### Overstap naar Bureau Joodsche Zaken
In september 1942 werd het Bureau Inlichtingendienst opgeheven. Van het Bureau Inlichtingendienst maakte Bakker de overstap naar Bureau Joodsche Zaken. Het Bureau Joodsche Zaken hield zich bezig met het uitvoeren van anti-Joodse maatregelen: "in het bijzonder belast met alle zaken welke voortvloeien uit de Verordeningen de Joden betreffende". Voor de oprichting van deze dienst hield het Bureau Inlichtingendienst zich deels bezig met deze taak. Bij het Bureau Joodsche Zaken ontpopte Bakker zich als jodenjager. Mede dankzij Bakker zijn vele joodse onderduikers opgepakt en afgevoerd.

## Rechtszaak
Op 6 juni 1945 werd hij uit zijn functie bij de Amsterdamse politie ontslagen. In september 1946 werd Bakker door het Amsterdamse Bijzondere Gerechtshof veroordeeld tot zeven jaar in een Rijkswerkinrichting met aftrek van zijn voorarrest. De president van het Amsterdamse Bijzondere Gerechtshof noemde Bakker "de grijparm van de S.D". De oorspronkelijke eis was twintig jaar. Bakker was het niet eens met zijn veroordeling, omdat hij de straf te hoog vond.
Doordat nieuwe feiten aan het licht waren gekomen na de veroordeling, werd in mei 1947 door mr. M.H. Gelinck de doodstraf geëist tegen Bakker. In plaats hiervan kreeg Bakker in juni 1947 een straf van acht jaar die bij de reeds uitgesproken gevangenisstraf opgeteld werd. Bakker ging in beroep tegen de uitspraak, maar verloor. In januari 1948 werd hij door het Hof van Cassatie tot een levenslange gevangenisstraf veroordeeld.
Bakker overleed op 28 mei 1972 hetgeen op de 30e werd aangegeven.